# Nguyễn Ngọc Hoài
Nguyễn Ngọc Hoài sinh ngày 05 tháng 05 năm 1965 tại Điện Biên Phủ là một nhà ngoại cảm tại Việt Nam.

## Khảo nghiệm
Nguyễn Ngọc Hoài là nhà ngoại cảm tìm kiếm hài cốt mất tích bằng cách chỉ dẫn thông tin từ khoảng cách xa ứng dụng cho việc tìm hài cốt mất tích. Các cơ quan đã khảo nghiệm Nguyễn Ngọc Hoài:
- Viện khoa học hình sự - Bộ Công An
- Trung tâm RCTCT Bảo trợ văn hóa kỹ thuật truyền thống
- Trung tâm nghiên cứu tiềm năng con người
- Liên hiệp các Hiệp hội Khoa học và Kỹ thuật Việt Nam
- Liên hiệp khoa học UIA
- Viện nghiên cứu văn hóa phương Đông (SEARAV)

## Khả năng
Theo cuốn " Một thế giới khác" do công ty truyền thông Nhã Nam và Nhà xuất bản Hội Nhà Văn ấn hành ghi lại lời tự thuật của Nguyễn Ngọc Hoài thì khả năng ngoại cảm của bà đến từ " một cú sốc tâm lý". Khả năng này phát triển từ từ và hoàn thiện theo thời gian. Theo tác giả Đinh Trần, nhà báo báo Quân đội nhân dân Việt Nam thì " Từ khi có khả năng ngoại cảm, cơ thể và sức khỏe của bà Nguyễn Ngọc Hoài vẫn bình thường thỉnh thoảng bị những cơn đau nhức xương kéo dài vài giờ.
"Bà là người có những khả năng tìm mộ và áp vong"

### Áp vong
- Áp vong:[4]

Mời gọi, dẫn dụ, giao tiếp với linh hồn  (phần được cho là vô hình trong một cơ thể sống đã chết).. Trong công tác nghiên cứu, Áp vong phục vụ cho mục đích lấy một phần thông tin từ linh hồn để tìm hài cốt.

### Tìm mộ
Theo cuốn sách "một thế giới khác":
Nhà ngoại cảm không cho thân nhân trình bày và cung cấp thông tin về người mất hài cốt. NNC thường tự nói ra các thông tin về người mất tích khi thân nhân họ đến tìm. Khi các thông tin được cung cấp ngẫu nhiên trùng khớp với tỉ lệ cao thì sẽ tiến hành tìm kiếm.
VD một số thông tin: Tìm kiếm liệt sĩ được Nguyễn Ngọc Hoài cung cấp cho thân nhân khi thân nhân chưa cung cấp thông tin:
- Liệt sĩ có tên chữ đầu là: T (với liệt sĩ chưa được cung cấp tên)
- Liệt sĩ: khi nhập ngũ chưa có vợ (hoặc chưa có người yêu
- Liệt sĩ: có 9 anh chị em, Liệt sĩ là con thứ 4 trong 4 anh em trai (chờ dẫn nguồn tại báo ĐSHB số 06)
- Liệt sĩ: hy sinh tại khu vực Khe Sanh, Lúc hy sinh không được chôn cất (chờ dẫn nguồn)
- Liệt sĩ: khi chết bị không được chôn, đến nay người dân tại khu vực xung quanh không ai biết.
- Hài Cốt: Còn nguyên hoặc sắp hóa thổ, còn răng hoặc răng vàng, còn lọ penicilin hoặc dao, hoặc đồ vật sót lại...
- Hài cốt: nằm cạnh một nhà trong rừng sâu có tên chủ hộ là Hợp. nhà hợp cạnh nhà Lưu, Có hai con là nữ...v..v
- Hài Cốt: vị trí gốc cây sung, bên phải có tảng đá to các 1m, cách 2m bên trái có hố sâu bán kính 2m.
- Hài cốt: Bới một lớp đất mỏng là thấy cốt, không được dùng xẻng, cuốc (với hài cốt sắp hóa thổ)
- Hài cốt: "Khi đi tìm sẽ có một người ở khu vực tên là Tuấn hay Tuân gì đó giúp đỡ" (tiên tri?)
- Tìm mộ:

Xử lý, phân tích thông tin được cung cấp bởi một linh hồn hay một nguồn nào đó, áp dụng cho việc tìm kiếm về thể xác của linh hồn đó trong trường hợp không xác định được vị trí thể xác sau khi chết (mất xác)
Vẽ sơ đồ khi cung cấp thông tin về hài cốt mất tích, Đa số các sơ đồ có phân cấp nội dụng:
- Sơ cấp: Tên địa danh cụ thể làm mốc, tên các địa danh hay sự vật khác để chứng thực.
- Thứ cấp: Con đường, dòng sông, dòng suối,cây cối, nhà cửa, làng xóm, với những cự ly khá chính xác.

Nếu bà nói không thấy vong về, hoặc thông tin về linh hồn chính xác dưới 70% thì bà sẽ từ chối tìm mộ. 
Hầu hết những trường hợp vẽ được sơ đồ là sẽ thấy hài cốt:
- Sơ đồ được vẽ ra một cách vô thức trên một tờ giấy A4 hoặc A3 một cách tự nhiên (cần khoa học giải thích).
- Nội dung sơ đồ có những nét cơ bản xuất hiện tại địa điểm. Đôi khi thông tin gần đúng không chính xác.
- Những chi tiết chưa chuẩn xác sẽ được điều chỉnh trong quá trình hướng dẫn tìm qua thực tế.
- Sơ đồ luôn có ký hiệu hướng Đông – Tây – Nam Bắc. Ghi ngày tháng, ký tên, đầy đủ các thông tin của "hài cốt".

Một bộ hài cốt có thể được tìm thấy từ khoảng cách chục km cho đến vài nghìn km so với vị trí nhà ngoại cảm. Trường hợp tìm thấy hài cốt ở nước ngoài được ghi nhận là liệt sĩ Lương Xuân Tách, thân nhân của ông Lương Đoàn Mạnh thường trú tại Thành phố Hạ Long tỉnh Quảng Ninh

## Công việc
- Nhà nghiên cứu[cần dẫn nguồn]
- Nhà ngoại cảm
- Tác giả